# István Nyers
Pour les articles homonymes, voir Nyers.
István Nyers (prénommé « Étienne » lors de son passage en France et « Stefano » en Italie), né le 25 mai 1924 à Merlebach (Moselle) et mort le 9 mars 2005, est un joueur de football franco-hongrois, né en France.

## Biographie
Né en Lorraine d'un père mineur de fond, István Nyers retourne avec ses parents en Hongrie, leur pays d'origine, en 1930. Il y commence une carrière de footballeur professionnel au début des années 1940. Il joue en attaque, où il peut user de ses grandes qualités de vitesse et de sa frappe de balle puissante, des deux pieds,.
En 1945-1946, il se révèle en inscrivant 17 buts en autant de matchs avec Újpest TE, qui écrase le championnat de Hongrie cette saison-là. Il est alors sélectionné à deux reprises en équipe de Hongrie, avec laquelle il marque deux buts.
Après un passage au Viktoria Zizkov de Prague, en Tchécoslovaquie, il est recruté en 1946 par le Stade français, à Paris, qui cherche à monter une équipe ambitieuse. Il brille et inscrit en deux saisons 34 buts en 62 matchs de championnat. Alors que son club fusionne au sein du Stade français-Red Star, il est libéré comme une bonne partie de l'effectif.
En 1948, István Nyers rejoint l'Italie et l'Inter Milan. Pendant plusieurs saisons, il est le buteur incontournable et flamboyant de l'Inter, avec lequel il est sacré meilleur buteur de Serie A en 1949, dès son arrivée. Après plusieurs saisons terminées sur le podium malgré les buts qu'il inscrit en nombre, il remporte enfin avec l'Inter deux titres de champion d'Italie en 1953 et 1954, alors même qu'il perd progressivement sa place de titulaire, notamment après avoir exigé de son président une augmentation salariale. Il quitte le club en 1954 sur un bilan de 133 buts en 182 matchs de championnat.
Après un passage estival (fictif ?) au Servette de Genève, István repart en Italie et poursuit sa carrière à l'AS Rome, où pendant deux ans il continue à briller. En 1956, il est semble-t-il transféré au FC Barcelone, en Espagne, mais l'opération avorte et il n'y joue pas de match officiel. Il joue avec le club catalan de Terrassa FC, en 2e division espagnole, lors de la seconde moitié de la saison 1956-1957. En 1957-1958, il est possible qu'il ait également porté les couleurs d'un autre club de Catalogne, le CE Sabadell. En 1958, il retourne en Italie, en Serie B. Il joue deux saisons à l'AC Lecco et termine sa carrière sportive sur une dernière pige à l'AC Marzotto Valdagno,.
Il s'installe ensuite à Bologne, puis à Subotica, dans la région d'origine de sa femme, où il termine sa vie dans des conditions d'une grande simplicité et meurt en 2005.

## Carrière de joueur
- 1941-1944 : Szabadkai Vasutas AK  ( Hongrie)[9]
- 1944 : Ganz TE  ( Hongrie)
- 1945 : Kispesti AC ( Hongrie, 3 matchs, 0 but)
- 1945-1946 : Újpest TE  ( Hongrie, 20 matchs, 18 buts)
- 1946 : Viktoria Zizkov Prague ( Tchécoslovaquie, 3 matchs, 1 but)
- 1946-1948 : Stade français ( France, 62 matchs, 34 buts)
- 1948-1954 : Inter Milan  ( Italie, 182 matchs, 133 buts)
- 1954-1956 : AS Rome ( Italie, 54 matchs, 20 buts)
- 1956 : FC Barcelone ( Espagne, 0 match)
- 1957 : Terrassa FC ( Espagne, D2, 11 matchs, 5 buts[7])
- 1957-1958 : CE Sabadell ( Espagne, D2)[10]
- 1958-1960 : AC Lecco ( Italie, Serie B, 36 matchs, 11 buts)
- 1960-1961 : AC Marzotto Valdagno ( Italie, Serie B, 11 matchs, 0 but)

## Palmarès
- Championnat de Hongrie (2)
  - Vainqueur en 1945 (en) et 1945-1946 avec Újpest TE
- Championnat d'Italie (2)
  - Vainqueur en 1952-1953 et 1953-1954 avec l'Inter Milan